# Metal Slug Advance
Metal Slug Advance (メタルスラッグアドバンス?, Metaru Suraggu Adobansu) è un videogioco di genere sparatutto a scorrimento sviluppato da Noise Factory e pubblicato da SNK Playmore per la console portatile Game Boy Advance nel 2004 come parte della serie Metal Slug. Rappresenta il primo e unico capitolo della saga principale a non presentare Marco Rossi come personaggio giocabile.

## Trama
La storia ha inizio in un campo d'addestramento dei Falchi Pellegrini (Peregrine Falcons) dove le nuove reclute devono cercare di sopravvivere su un'isola senza nome nel Sud Pacifico con armi e risorse limitate. Tuttavia appare un grande dirigibile che comincia a librarsi sul luogo e le truppe del generale Morden incominciano a paracadutarsi giù con l'obiettivo di costruire una nuova base e allo stesso tempo catturare le nuove leve. Il giocatore dovrà prendere il controllo di uno dei due nuovi arrivati, Walter Ryan o Tyra Elson, guidando il personaggio nell'incarico di sconfiggere tutti i nemici, liberando così l'isola dall'oscura minaccia.

## Modalità di gioco
Lo stile di gioco è molto simile a quello presente negli altri titoli di Metal Slug, tuttavia con due novità, un sistema di vita e uno per le carte. Il primo è semplicemente una barra della vita che indica i punti ferita (già comparsa nei due spin-off 1st Mission e 2nd Mission) e che va sostituire le vite extra presenti negli altri giochi della serie. Come il giocatore viene ferito, la barra diminuirà in base al colpo subito, i cui danni saranno differenti a seconda dell'arma da cui si verrà colpiti. Raccogliendo gli oggetti contenenti del cibo si potrà invece recuperare un po' di salute, tuttavia se il personaggio viene investito da un veicolo o cade in una fossa perderà una vita.
Il secondo sistema, prevede il recupero delle carte collezionabili (cento in tutto), le quali si potranno ottenere sparando in alcune parti dello sfondo del livello, salvando particolari ostaggi o adempiendo a entrambe le cose allo stesso tempo. Le carte hanno differenti utilizzi, possono fornire delle informazioni dettagliate sugli oggetti o sui personaggi di Metal Slug, potenziare le abilità del giocatore e sbloccare nuovi speciali Slug, ovvero dei potenti e particolari carri armati, presenti in tutto il franchise.

## Sviluppo
Metal Slug Advance fu annunciato per la prima volta il 1º agosto 2002 con il titolo provvisorio Metal Slug Survival Mission (メタルスラッグサバイバルミッション?, Metaru Suraggu Sabaibaru Misshon). Il 30 luglio 2003 furono rilasciate alcune informazioni di base durante una conferenza stampa, dove venne anche affermata la presenza di più di cento carte collezionabili. Il 4 agosto arrivò la conferma della presenza di cinque missioni in tutto e che la data di uscita sarebbe stata nel corso dell'inverno 2003, il 19 del mese venne anticipata al novembre del medesimo anno. Tuttavia, data la presenza di alcuni problemi tecnici legati al titolo, il 5 dicembre fu ufficialmente rimandato all'estate 2004, precisamente il 22 luglio. Nonostante ciò fu posticipato nuovamente e venne presentata una demo all'E3 2004 dove SNK rassicurò che il progetto sarebbe stato completato. Il 3 settembre fu finalmente resa nota la data di pubblicazione effettiva, il 18 novembre 2004.

## Accoglienza
| Testata                            | Giudizio |
| ---------------------------------- | -------- |
| GameRankings (media al 09-12-2019) | 78.61%   |
| Metacritic (media al 18-03-2020)   | 79/100   |
| IGN                                | 8.4/10   |
| GameSpot                           | 8.3/10   |
| SpazioGames.it                     | 7.5/10   |
| GameSpy                            | 4/5      |

Il gioco ha ricevuto recensioni positive da parte della critica, nonostante ciò ha venduto solo 800 000 copie in tutto il mondo.
Craig Harris di IGN gli diede un 8.4 e affermò che l'aspetto più emozionante di Metal Slug Advance fu quello del design che funzionava bene sul GBA, facendo notare e considerando la possibilità di portare altri franchise usciti su Neo Geo sulla console portatile Nintendo. Frank Provo di GameSpot assegnò un 8.3 al titolo trovando come pregi: i bellissimi sfondi, le animazioni divertenti, gli enormi boss che sfruttavano al massimo l'energia dell'hardware del Game Boy Advance, l'ampia scelta degli armamenti, l'azione frenetica senza freni e la possibilità di sbloccare nuove armi, carri armati e aree segrete tramite la raccolta delle carte trovando però come difetti la scarsa longevità, limitata a soli cinque livelli, e l'assenza di una modalità multigiocatore per due persone.
SpazioGames.it gli diede un 7.5, dove il recensore lo trovò una piacevolissima sorpresa, considerando come punti di forza: una stupenda interpretazione di Metal Slug sulla console portatile, i grandi sprite animati in modo stupendo e la longevità garantita grazie alle cento carte nascoste nei vari livelli mentre a sfavore la possibilità di giocare solo cinque missioni in totale e lo stile di gioco poco innovativo.
La redazione di Everyeye.it lo trovò penalizzato solo dalla scarsa durata di gioco, consigliandolo maggiormente ai patiti della serie, soprattutto per le caratteristiche e lo stile che hanno contraddistinto la serie dalle altre. Fabio Palmisano di Multiplayer.it espresse un parere più positivo, trovando Metal Slug Advance una riproposizione di successo ed efficace dello stile di gioco del franchise di SNK, ritenendo che la breve durata dell'avventura e la diminuzione della difficoltà generale non avrebbe fatto piacere ai più puristi, ma ne consigliò comunque l'acquisto agli appassionati per via dell'ottimo comparto grafico e della solidissima e collaudata struttura di gioco.
Inizialmente Phil Theobald di GameSpy non fu convinto per il sistema legato alle carte da collezionare, ma successivamente lo riconsiderò come una bella trovata, consigliandolo ai fan di Contra e simili. Matt Leone di 1UP.com lo considerò incredibile nonostante le limitazioni hardware del GBA, anche se con l'arrivo di Nintendo DS e PlayStation Portable la grafica rischiava di non essere considerata di qualità, benché lo fosse, data la presenza sul mercato delle console portatili di settima generazione, tuttavia consigliò ugualmente il titolo dato che risultava divertente fin da subito.